# Salus Populi Romani
Salus Populi Romani (hrv. Spas rimskoga puka) najvažnija je marijanska ikona koja se predajom pripisuje svetom Luki evanđelistu, zaštitniku slikara. 
Polufigura Gospe s djetetom Isusom u naručju prikazana je na ploči od cedrovine dimenzije 79 × 117 cm. Prema predaji slika je nošena 593. godine u procesiji protiv kuge ulicama Rima tri dana, za vrijeme pape Grgura I. (590.-604.) koji je zastao u molitvi ispred ikone. Za vrijeme epidemije koronavirusa papa Franjo je 27. ožujka 2020. održao molitvu i propovijed na praznom Trgu svetog Petra kojom je prigodom ikona Salus Populi Romani bila izložena zajedno s likom Raspetog Krista. Posebno je popularnom postala zalaganjem isusovaca u 16. stoljeću kada je načinjena kopija, po uzoru koje su načinjene druge koje su u crkvama širom Europe. Papa Franjo posjećivao je ikonu prije i nakon svakog putovanja.
Rimski pontifikat navodi kako je ikonu u Rim donijela sveta Helena, majka cara Konstantina. Opsežni restauratorski radovi na slici izvršeni su 2017., a slika je vraćena u baziliku Svete Marije Velike 28. siječnja 2018. godine.